# Iker Álvarez
Iker Álvarez de Eulate Molné (Andorra la Vieja, 25 de julio de 2001) es un futbolista andorrano que juega en la demarcación de portero para el Córdoba C. F. de la Segunda División de España.

## Trayectoria
Se formó en las categorías inferiores del Villarreal C. F. Con su filial consiguió un ascenso a la Segunda División, categoría en la que compitió durante dos temporadas. También fue convocado en varias ocasiones con el primer equipo, pero no llegó a debutar y en junio de 2025 se fue al Córdoba C. F.

## Selección nacional
Tras jugar en las selecciones sub-17, sub-19, y sub-21, finalmente el 28 de marzo de 2021 debutó con la selección absoluta de Andorra en un partido de clasificación para la Copa Mundial de Fútbol de 2022 contra Polonia que finalizó con un resultado de 3-0 a favor del combinado polaco tras los goles de Karol Świderski y un doblete de Robert Lewandowski.

## Clubes
| Club                 | País   | Año       | Partidos | Goles |
| -------------------- | ------ | --------- | -------- | ----- |
| Villarreal C. F. "C" | España | 2019-2021 | 29       | 0     |
| Villarreal C. F. "B" | España | 2021-2025 | 104      | 0     |
| Córdoba C. F.        | España | 2025-     |          |       |